# Фіністерре (мис)
Мис Фіністерре (англ. Cape Finisterre, ісп. Cabo Finisterre, гал. Cabo Fisterra) — мис в Іспанії на узбережжі Атлантичного океану.
Багато хто вважає мис Фіністерре найзахіднішої точкою континентальної Іспанії, проте в околицях мису є більш західна точка. Назва мису походить від латинського Finis terrae в перекладі означає «кінець землі». Найвища точка мису гора «Monte Facho» 238 метрів над рівнем моря, на якій розташований маяк. У 1747 році під час Війни за австрійську спадщину біля берегів мису сталося дві морських битви. В ніч з 6 на 7 вересня 1870 року в 20 милях від мису перекинувся і затонув британський броненосець «Кептен»; врятувалися з нього моряки висадилися на Фіністерре. У 1990 році на мисі встановлено пам'ятник загиблим морякам «КЕПТЕН».
На кінці мису є маяк.